# Aramengo
Aramengo ist eine Gemeinde in der italienischen Provinz Asti (AT) der Region Piemont.

## Lage und Einwohner
Aramengo liegt 32 km nordwestlich von der Provinzhauptstadt Asti entfernt. Der Ort liegt auf einer Höhe von 369 m über dem Meeresspiegel. Das Gemeindegebiet umfasst eine Fläche von 11 km² und hat 570 (Stand 31. Dezember 2023) Einwohner Die Nachbargemeinden sind Albugnano, Berzano di San Pietro, Casalborgone, Cocconato, Passerano Marmorito und Moransengo-Tonengo.

## Geschichte
Der Name Aramengo ist langobardischer Herkunft. Er basiert auf dem langobardischen Personennamen Aramo in Verbindung mit der Endung -engo (<-ingo <-ingan), die dem deutschen Ortsnamensuffix -ingen entspricht.

## Kulinarische Spezialitäten
In Aramengo werden Reben der Sorte Barbera für den Barbera d’Asti, einen Rotwein mit DOCG Status angebaut.